# 岡村大橋
岡村大橋（おかむらおおはし）は、広島県呉市の中ノ島と愛媛県今治市の岡村島を繋ぐ道路橋。

## 歴史
1995年（平成7年）8月完成。

## 特色
元々は広島県と愛媛県の合同事業「大崎下島地区広域営農団地農道整備事業」により建設された農道橋であり、現在は呉市と今治市が管理している。本州と安芸灘諸島を8つの橋で結ぶ安芸灘諸島連絡架橋の一つであり通称「安芸灘7号橋」、大崎下島広域農道の一部を構成する。2021年（令和3年）時点で、岡村島は本州つまり広島県とは橋で繋がっているが、愛媛県側とは繋がっておらず、交通手段はフェリーのみである。
この橋の中間が県境であり、道路にそれが表記されている。なお海上の県境を跨ぐ農道橋としては、この橋が日本唯一のものである。この橋の下が大崎下島御手洗港と大崎上島沖浦漁港を結ぶフェリー航路である。
大崎下島広域農道「安芸灘オレンジライン」にある平羅橋・中の瀬戸大橋・そして岡村大橋のうち、中の瀬戸と岡村は全く同じアーチ橋であり、ほぼ同じサイズの橋である（平羅橋が違う理由は当該項目参照）。2012年公開のアニメーション映画『ももへの手紙』にこの2つの橋がモデルとなったアーチ橋が登場する。

## 構造

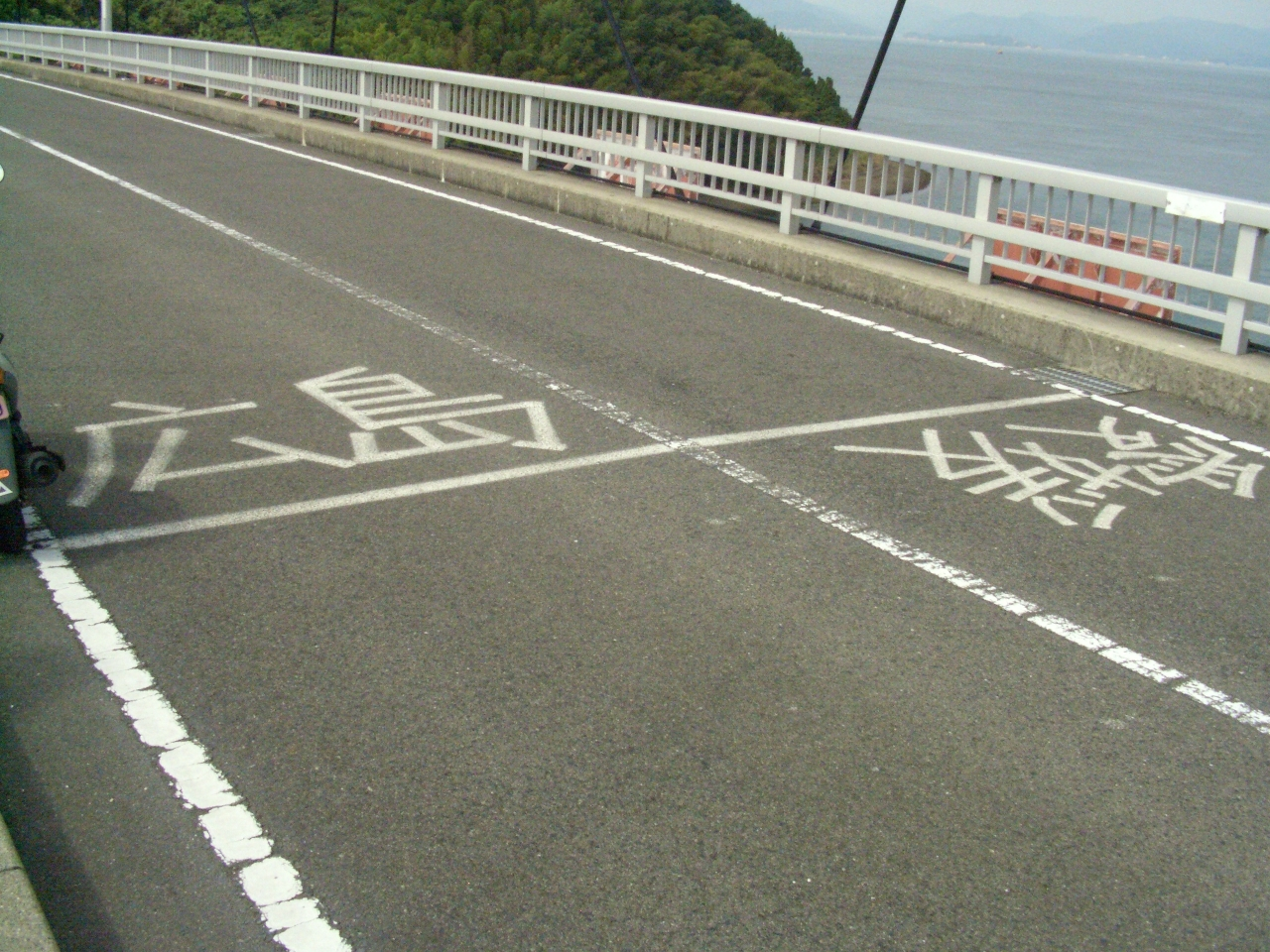
広島-愛媛県境

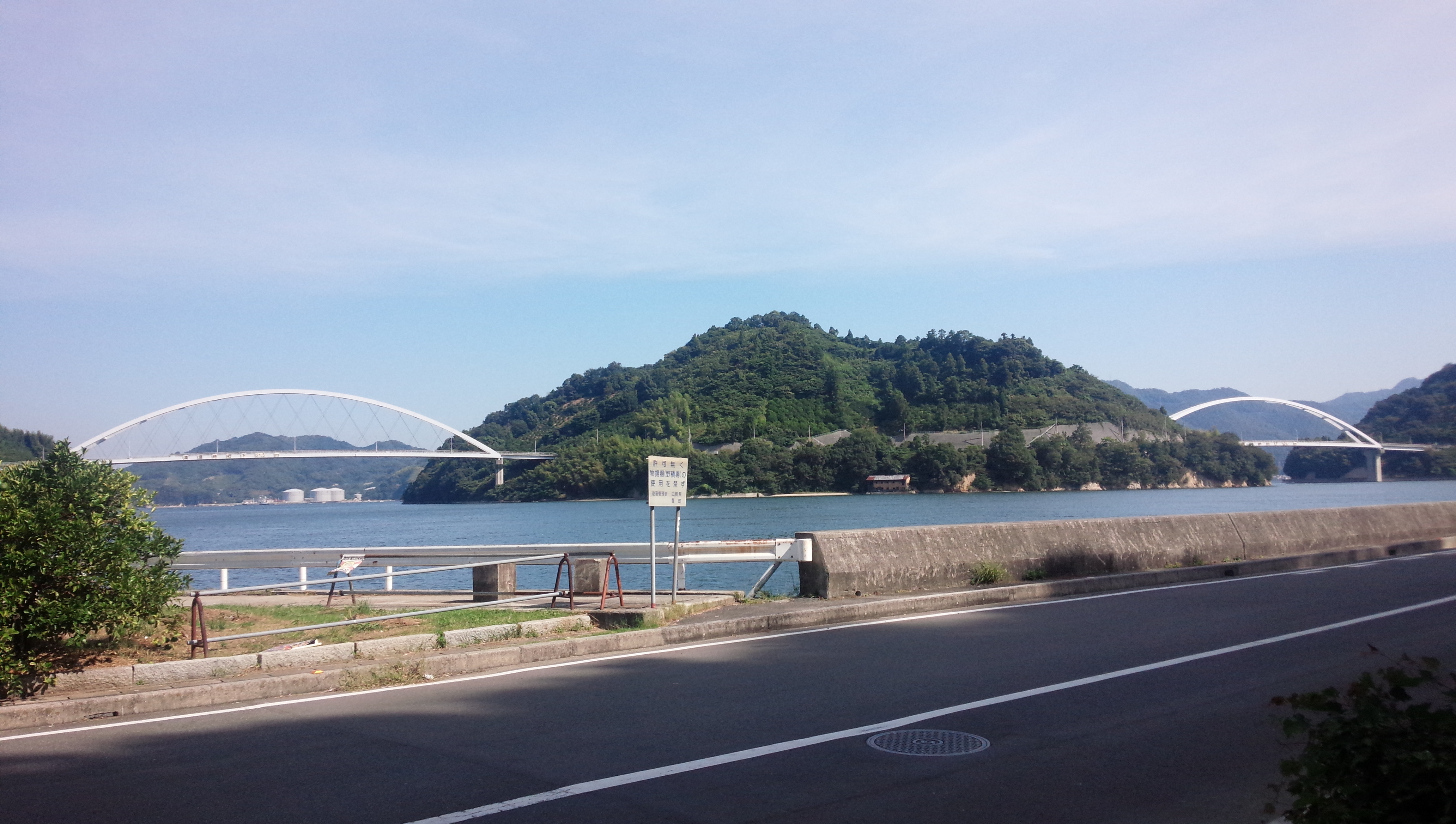
大崎下島小長港周辺より撮影。右の橋が岡村大橋。

### 諸元
- 路線名 : 大崎下島広域農道
- 橋長 : 228.0m[1]
- 幅員 : 車道5.5m + 歩道1.5m[1]
- 航路限界 : 21.5m[1]
- 上部工形式 : バスケットハンドル型ニールセンローゼ橋[1]
  - アーチスパン : 183.0m[1]
  - アーチライズ : 28.0m[1]

### 特徴
この橋は、ニールセンローゼ橋と呼ばれるアーチ橋であり、更にアーチ部材の頂部を中央に絞り込むことにより横方向の剛性を高めた“バスケットハンドル型”と呼ばれるものである。これは航路を妨げない長大橋を設置することになったこと、景観性を考慮したことから、この形式となった。このため航路の妨げになる橋脚も1つに留めている。架橋工法はフローティングクレーンを用いた一括工法が採用されている。

## 参考資料
- 岡村大橋 - ひろしま観光ナビ